# إليسا بارتولي
إليسا بارتولي, (بالإنجليزية: Elisa Bartoli)‏, (وُلِدت في 7 مايو 1991), لاعبة كُرة قدم إيطالية ومُدافعة, تَلعب حالياً في نادي توريس كالتشيو.

## الأندية
لعبت لصالح فريق "GS Roma CF" قبل أن تنضم لنادي توريس كالتشيو في عام 2012.

## دولياً
شاركت دولياً في منتخب إيطاليا لكرة القدم للسيدات بِبطولة أمم أوروبا لكرة القدم للسيدات 2013.

## روابط خارجية
- إليسا بارتولي على موقع الاتحاد الدولي (مؤرشف)  (الإنجليزية)
- إليسا بارتولي على موقع الاتحاد الأوربي (الإنجليزية)
- إليسا بارتولي على موقع قاعدة بيانات كرة القدم.إي يو (الإنجليزية)
- إليسا بارتولي على موقع Soccerway.com (الإنجليزية)
- إليسا بارتولي على موقع عالم كرة القدم.نت (الإنجليزية)